# ディエテス属
ディエテス属（英: wood iris、fortnight lily、African iris、Japanese iris、butterfly iris、学名：Dietes）は、アヤメ科の属の一つで、根茎植物である。1866年に初めて属として記載された。
多くの種はアフリカ大陸南部・中央部原産であるが、ディエテス・ロビンソニアナはオーストラリア沖のロード・ハウ島原産である。いくつかの種は他の地域でも帰化している。

## 分類
かつてはモラエア属に分類されていたが、根茎のため再分類された。モラエア属同様、根元で筒状につながっていない独立した花被片が6枚ついているという点で、アヤメ属と異なる。
一部の文献では、Moraea vegataとの混同から、Dietes vegetaまたはD. vegeta variegataという種に言及している（Moraea vegataは根茎ではなく球茎）。D. vegetaという名前がディエテス・グランディフロラやディエテス・イリディオイデスに誤用されることも多い。
属名はギリシア語で「2」を意味するdi-と「類似性」を意味するetesが由来である。
種
- Dietes bicolor (Steud.) Sweet ex Klatt（ディエテス・ビコロル）- ケープ州、クワズール・ナタール州
- Dietes butcheriana Gerstner ケープ州、クワズール・ナタール州
- Dietes flavida Oberm. - 南アフリカ、エスワティニ
- Dietes grandiflora N.E.Br.（ディエテス・グランディフロラ（英語版））- ケープ州、クワズール・ナタール州／セントヘレナ、モーリシャス、インド洋ロドリゲス島、西オーストラリアで帰化
- Dietes iridioides (L.) Sweet ex Klatt（ディエテス・イリディオイデス（英語版））- エチオピアからケープ州まで広く自生／マデイラ諸島、モーリシャス、レユニオン、ハワイ、ジャマイカで帰化
- Dietes robinsoniana (F.Muell.) Klatt（ディエテス・ロビンソニアナ（英語版））- ロード・ハウ島（ニューサウスウェールズ州の一部）

ディエテス・ビコロルの花は、クリーム色または黄色である。ディエテス・グランディフロラとディエテス・イリディオイデスの花は、白地に黄色とすみれ色の模様が入っており、写真では似たように見えるが、大きく異なる。グランディフロラの花の方がかなり大きく、3日間保ち、外側の花被片の付け根に濃い色の斑紋があるが、イリディオイデスの花は小さく、1日しか保たず、斑紋もない。また、ディエテス・グランディフロラの方が全体的に大きい。

## ギャラリー

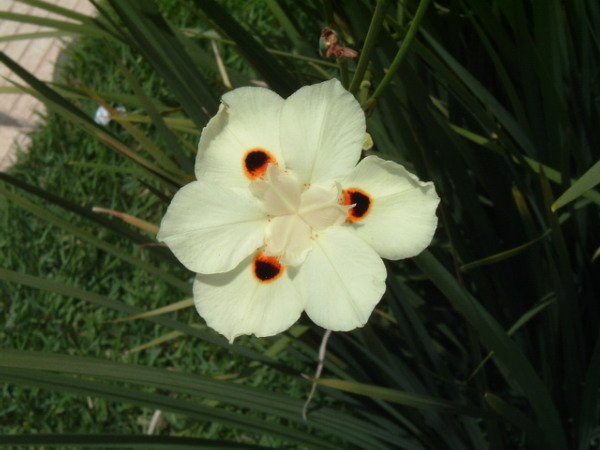
ディエテス・ビコロル
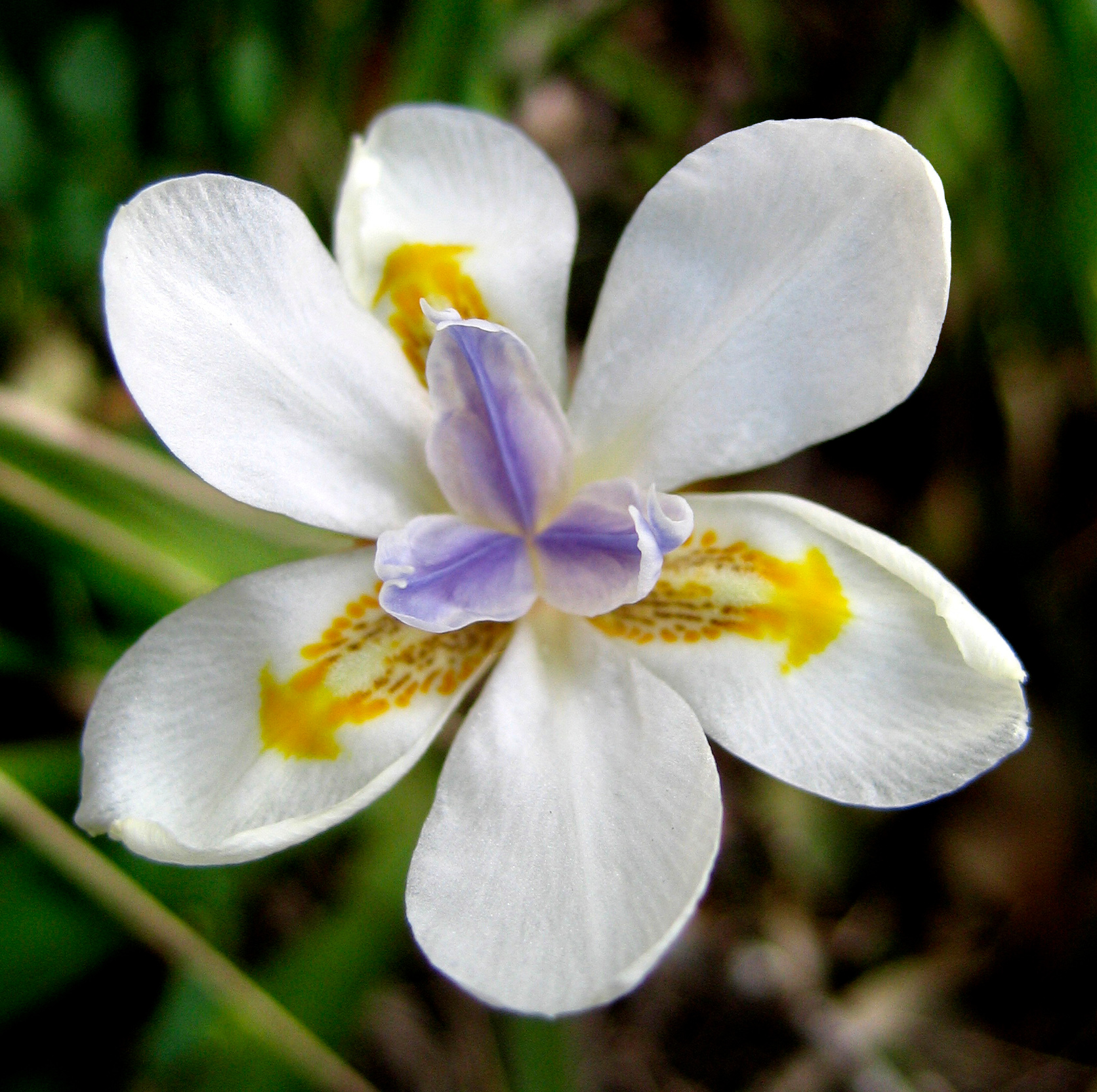
ディエテス・イリディオイデス（英語版）
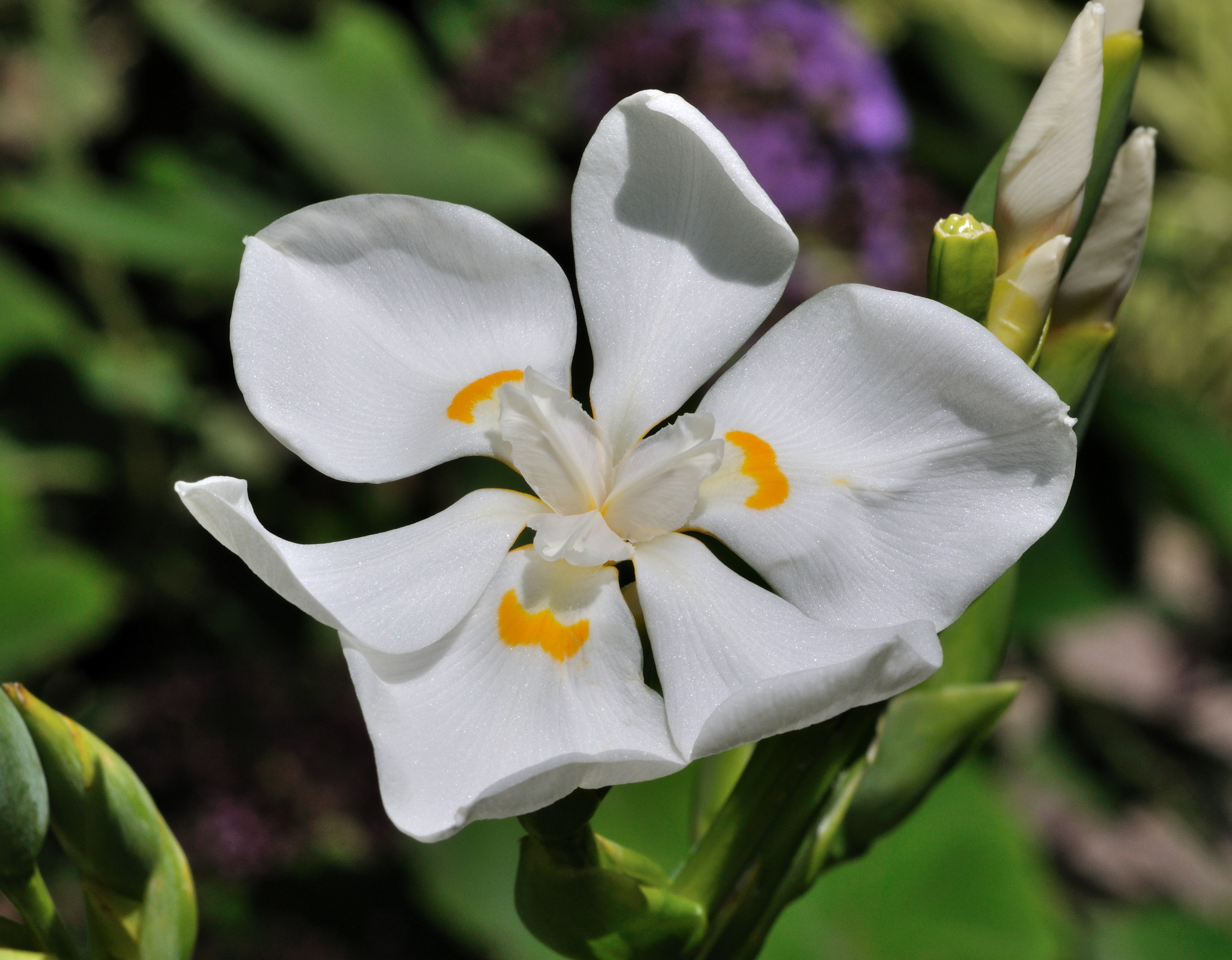
ディエテス・ロビンソニアナ（英語版）
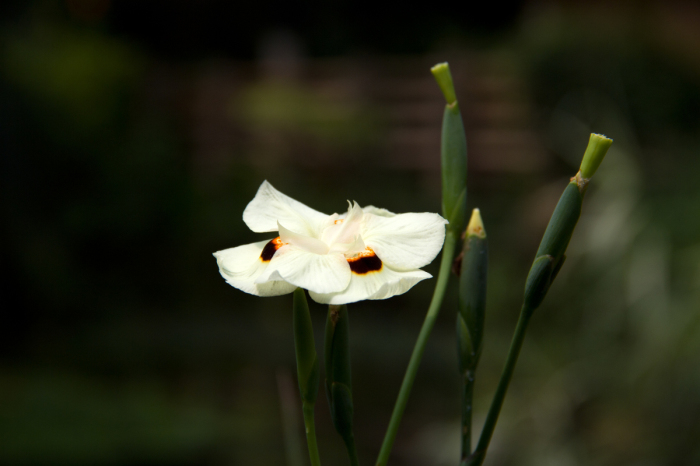
ディエテス・ビコロル